# Mithridates IV
Mithridates IV, död 54 f.Kr., var kung av Partherriket 57 – 54 f.Kr. Han tillhörde arsakidernas dynasti. 